# 白佛山
白佛山，又称白虎山、危山、金螺山，位于山东东平境内。海拔370米。
白佛山景区内有三教寺、石窟造像群，及隋唐宋元明历代石刻等。其中白佛山石窟造像为全国重点文物保护单位。

## 景点

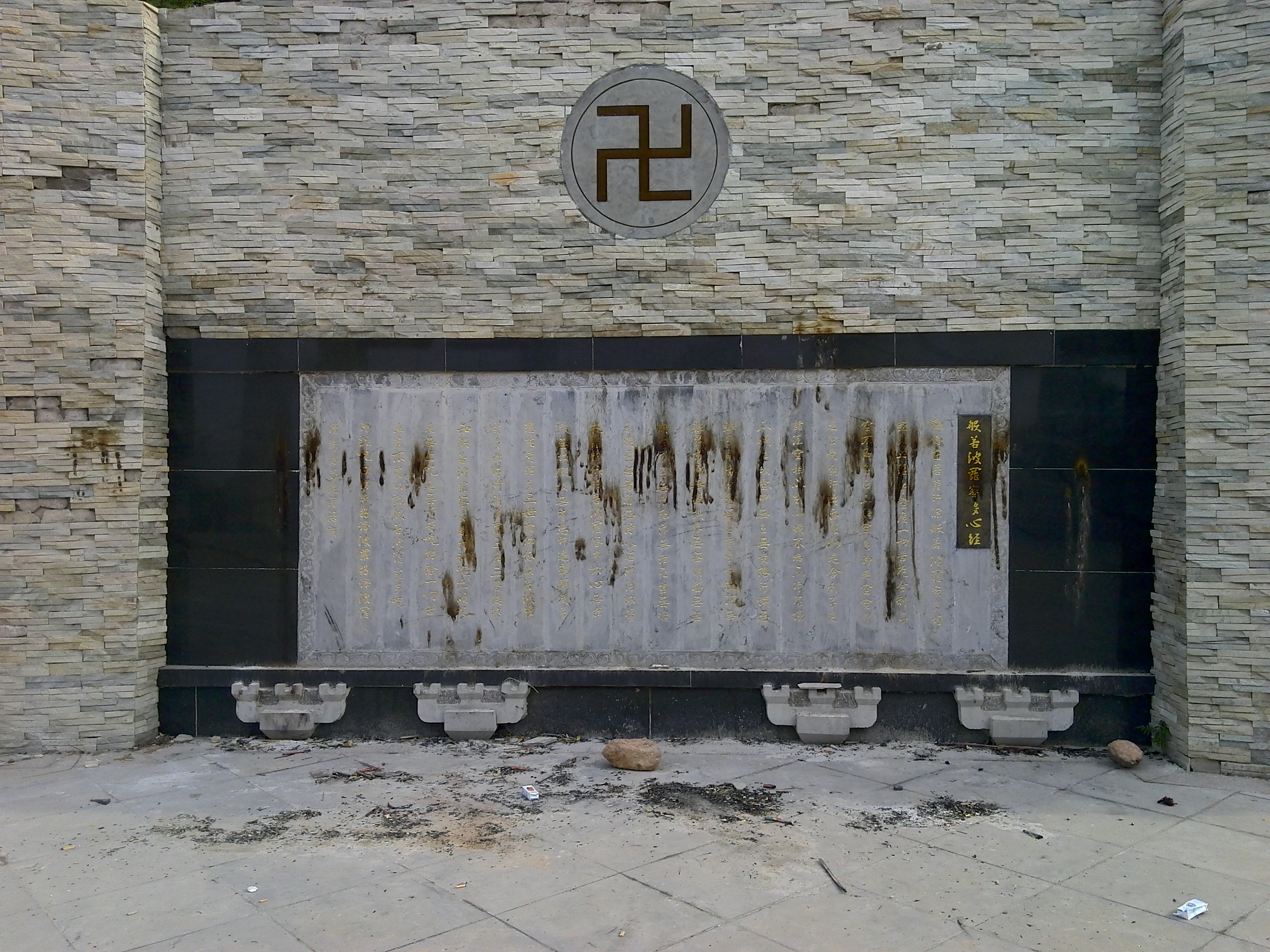
白佛山公园

- 白佛山公园白佛山公园
- 黑云洞、白云洞
- 玉皇顶

### 三教寺
三教寺初建于金，始称“三教堂”；元明清代多次重修增建，后更名为三教寺。佛儒道三教同祀，内供释迦牟尼，孔子，老子像。

### 白佛山石窟造像群
白佛山石窟造像群是位于东平县东平镇白佛山上的大型古代石窟造像群。也是白佛山上的主要景点之一。
该石窟造像群，始建于开皇七年（公元587）年，其中释迦摩尼像高6.6米，为山东最大的古代石刻佛像。
早在文革期间，白佛山石窟造像群就被山东省革命委员会以重点文物保护单位形式予以保护。1996年，列入准国家级文物保护单位。2001年，列入全国重点文物保护单位。

## 庙会
每年农历2月2为“龙抬头”，这天东平人有登白佛山的习俗，因此这天也是白佛山庙会。白佛山庙会是东平很重要的节日，庙会前后有数万人登山，十分热闹。

## 传说
相传很久之前白佛山与泰山东西对峙，互争高低，天神杨二郎经过此处，一鞭将白佛山头抽下，落到白佛山旁边，成为磨石山，从此白佛山不再长高。